# Жомарт
Жома́рт (каз. Жомарт) — станційне селище у складі Жанааркинського району Улитауської області Казахстану. Входить до складу Єралієвського сільського округу.
Населення — 142 особи (2021; 199 у 2009, 70 у 1999, 30 у 1989).
Національний склад станом на 1989 рік:
- казахи — 100 %.